# Sport i Gävle
Sport i Gävle är mest berömt för Brynäs IF i ishockey, som spelar i Monitor ERP Arena samt Gefle IF i fotboll, som spelar på Strömvallen. Brynäs IF FK spelade i Fotbollsallsvenskan 1974. I Gävle finns också en travbana, Gävletravet. År 2006 tog sig även laget Gefle baseboll upp i Elitserien. IFK Gävle förlorade 1907 med 1-4 mot IFK Uppsala i tidernas första SM-final i bandy. Matchen spelades i Boulognerskogen.
Friidrott utövas bland annat på Gunder Hägg-stadion.

## Större sporteveneamng i Gävle
- Junior-VM i ishockey 1992/1993
- Gruppspelsmatcher vid VM i ishockey för herrar 1995
- Gruppspelsmatcher vid VM i fotboll för damer 1995[1]
- VM i brottning för herrar 1998
- VM i curling för herrar och damer 2004

### Fotnoter
1. ↑  ”Women's World Cup 1995 (Sweden)” (på engelska). RSSSF. 24 mars 1995. http://www.rsssf.com/tablesw/wwc95f.html. Läst 29 juli 2014.